# Rocca di Offagna
La Rocca di Offagna est une importance forteresse médiévale située dans la commune d'Offagna, province d'Ancône dans les Marches,.
Elle a été construite par la République maritime d'Ancône pour protéger ses possessions terrestres, notamment des visées expansionnistes de la puissante ville voisine d'Osimo. Offagna fait ainsi partie des Châteaux d'Ancône. La forteresse est déclarée monument national depuis 1902.

## Histoire
La forteresse représente un exemple important de l'architecture militaire des Marches, le plus grand des châteaux d'Ancône. Elle a été construite à la demande des habitants d'Ancône entre 1454 et 1456 pour défendre le territoire de leur florissante République Maritime, en confiant sa réalisation aux ouvriers lombards. 

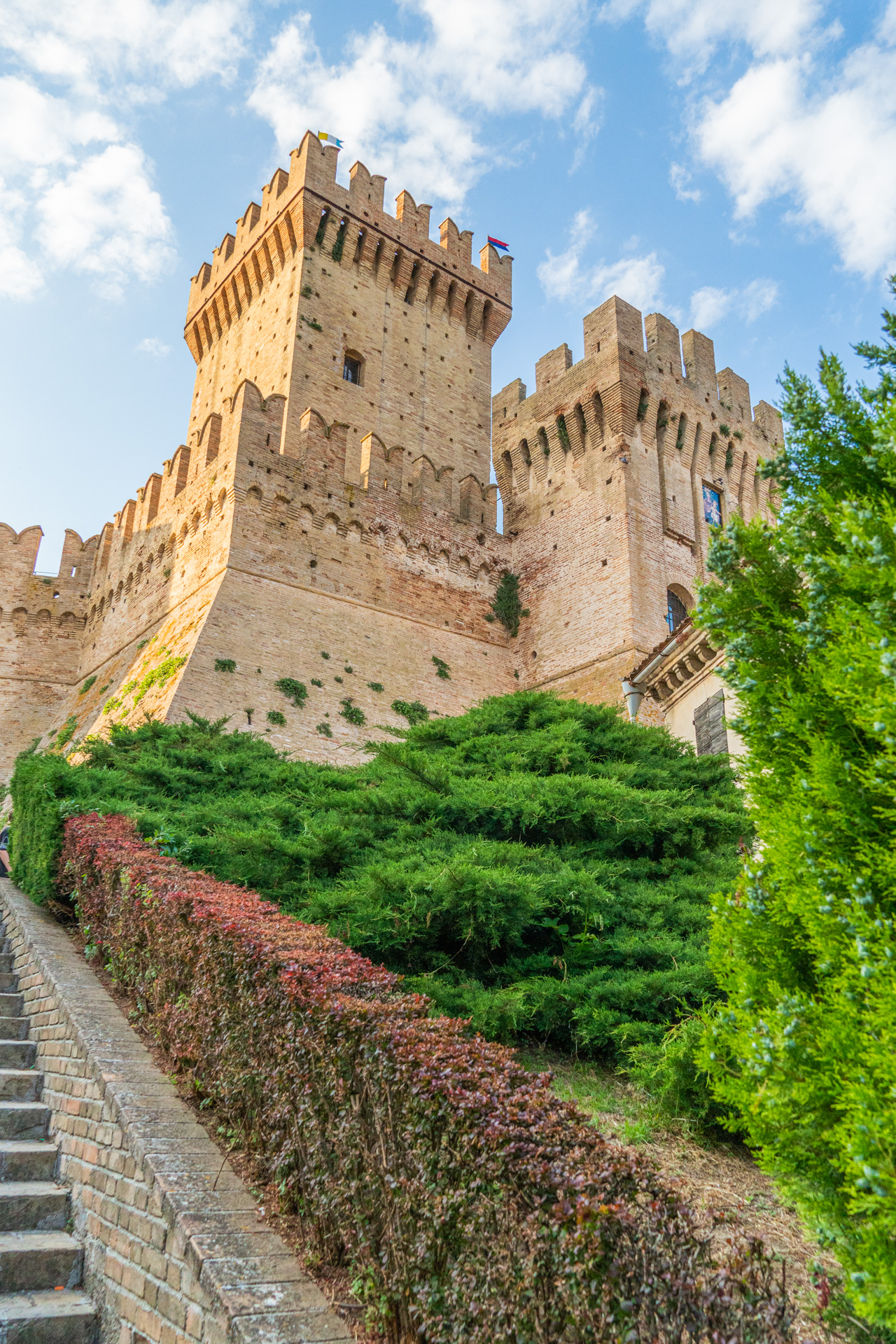

Elle se présente comme un quadrilatère massif avec un donjon central, placé en position dominante sur une falaise tufacée, elle aussi fortifiée. La falaise servait de véritable force défensive, lorsque les deux ponts-levis (un petit pour les piétons et un plus grand pour les chevaux) furent retirés, la forteresse fut pratiquement isolée. D'autre part, au rez-de-chaussée, il y avait un puits d'environ 30 m de profondeur qui garantissait l'eau à tout le complexe. 
Les épaisses murailles de briques ont été conçues pour résister non pas aux jets de pierres et de rochers, mais plutôt aux nouvelles armes à feu, comme le démontrent également les 50 positions de bombardes. Au sommet se trouvent les chemins de ronde, dont les merlons sont gibelins, à queue-d'aronde. D'autres courtines, entrecoupées de tours, se sont développées à partir de la forteresse, conçues comme première défense et pour abriter les agriculteurs et leur bétail. La tour semi-circulaire qui terminait les murs de la ville au nord-est existe toujours. La cour intérieure de la forteresse était couverte d'une toiture en bois ; de nombreuses structures étaient en bois, escaliers, passerelles, ponts-levis, hangars, et elles ont toutes été perdues.

## Le donjon

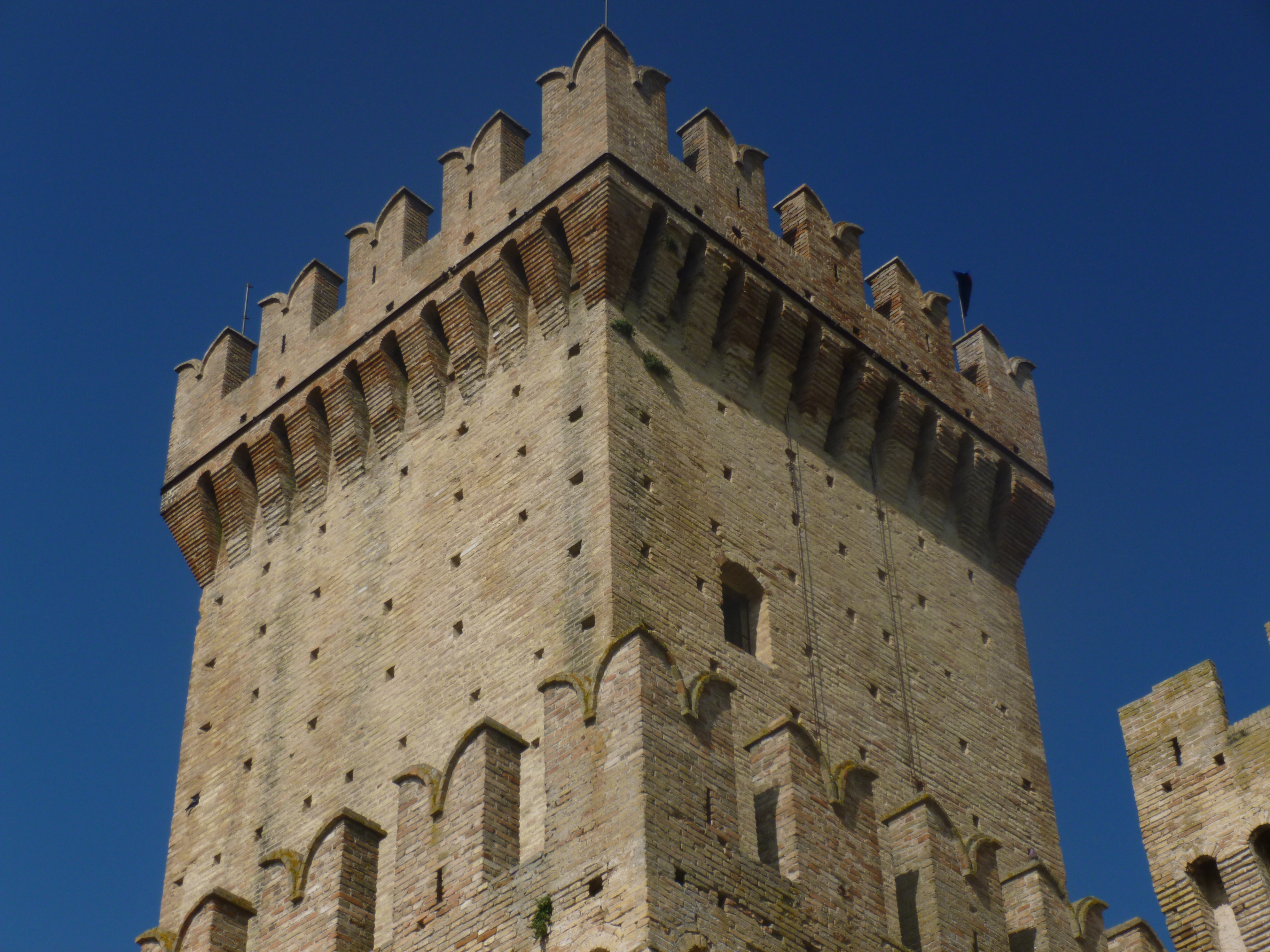
Le donjon.

À l'intérieur de la forteresse, au centre de la petite cour, se dresse le donjon ou tour de guet, qui s'étend sur cinq niveaux. Au rez-de-chaussée, il y a un puits nécessaire à l'approvisionnement en eau. Au premier étage se trouve une cellule communiquant avec l'étage supérieur uniquement par deux trappes au plafond. Le châtelain résidait au troisième étage, comme le montre la seule cheminée présente dans toute la forteresse. L'entrée du donjon était située au quatrième étage, sur un dénivelé considérable. Il s'agissait d'une mesure très répandue à l'époque médiévale : en cas d'effraction ennemie dans les murs, toutes les structures d'accès au donjon étaient détruites, afin que celui-ci reste complètement isolé et que la défense puisse se poursuivre. Au sommet du donjon, qui avait à l'origine des toits en bois, se trouve encore aujourd'hui la cloche d'alarme, datée de 1477 et qui porte une invocation à la Madone ainsi que la signature du fondateur Iacobus de Istria.

## La Rocca aujourd'hui
Aujourd'hui, la forteresse fait partie du complexe muséal d'Offagna. La visite du musée de la Rocca permet d'accéder à l'ensemble de la structure, y compris à la passerelle et à la terrasse au sommet du donjon, d'où l'on peut profiter d'un panorama à 360° sur les collines environnantes des Marches et les centres historiques voisins, depuis les Apennins jusqu'à la Riviera du Conero. De plus, après avoir été restaurée, la forteresse abrite une intéressante exposition d'armes anciennes créée en collaboration avec l'Accademia di Oplologia e Militaria di Ancona et le Museo di stato di San Marino (it), ainsi que quelques expositions temporaires. 

## Galerie

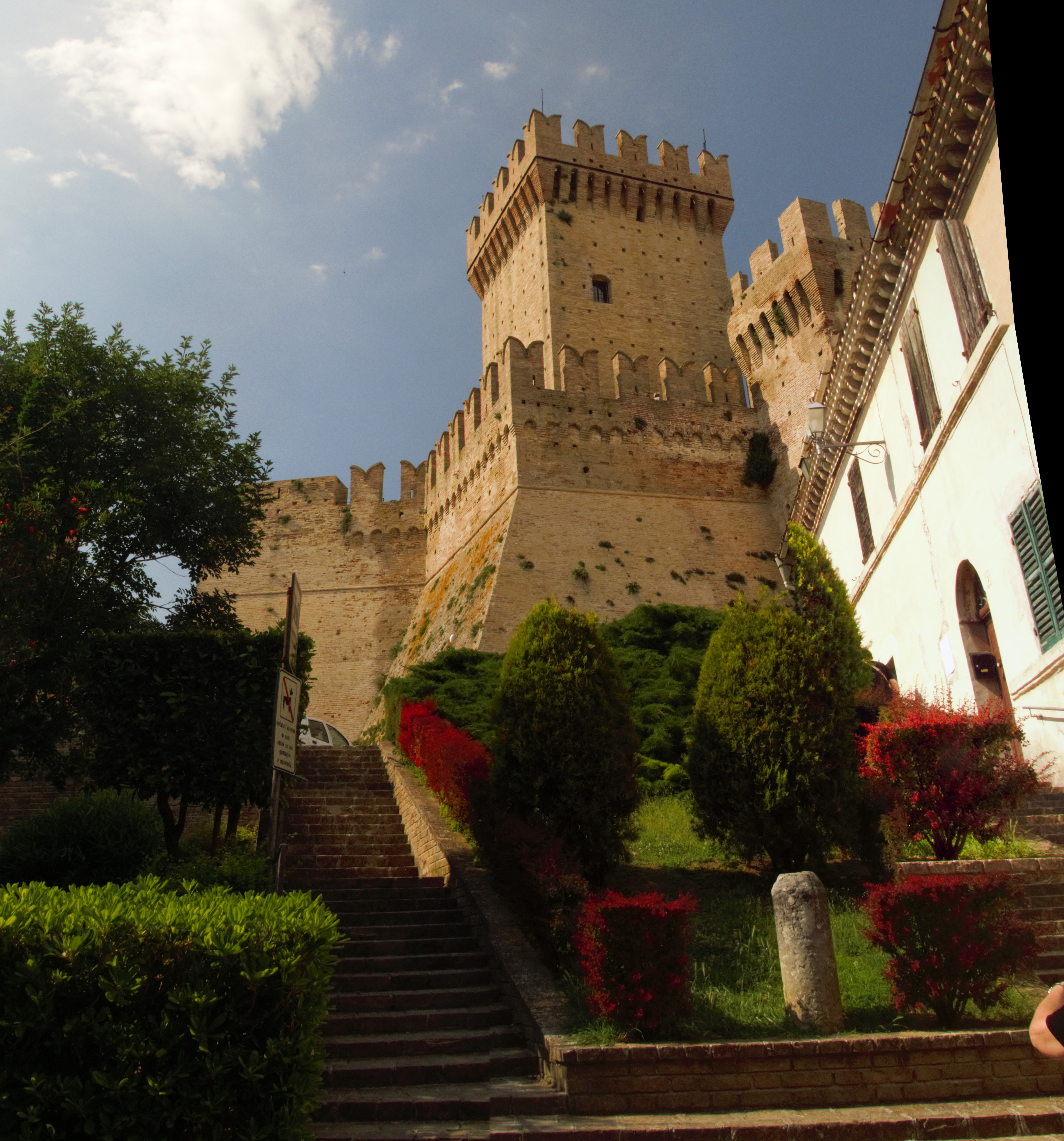
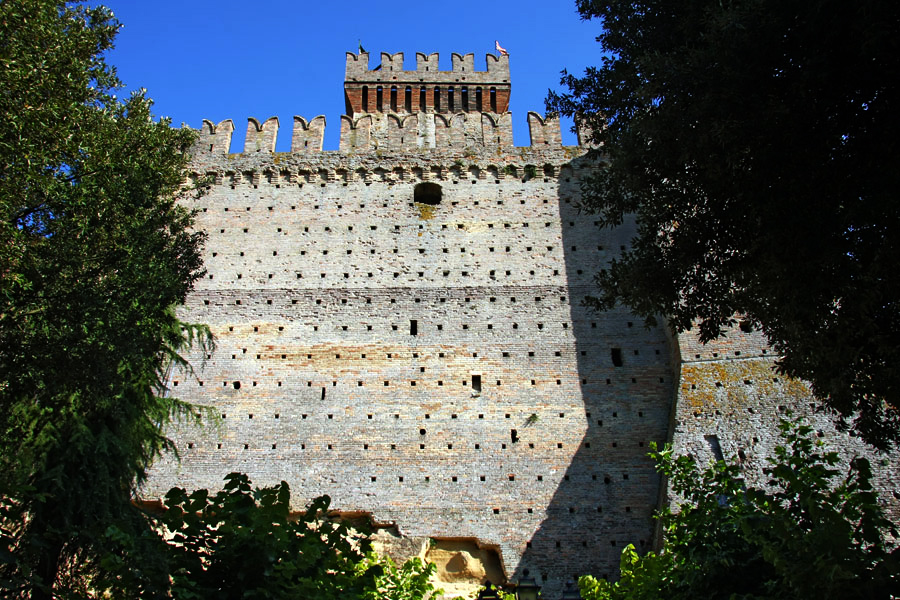
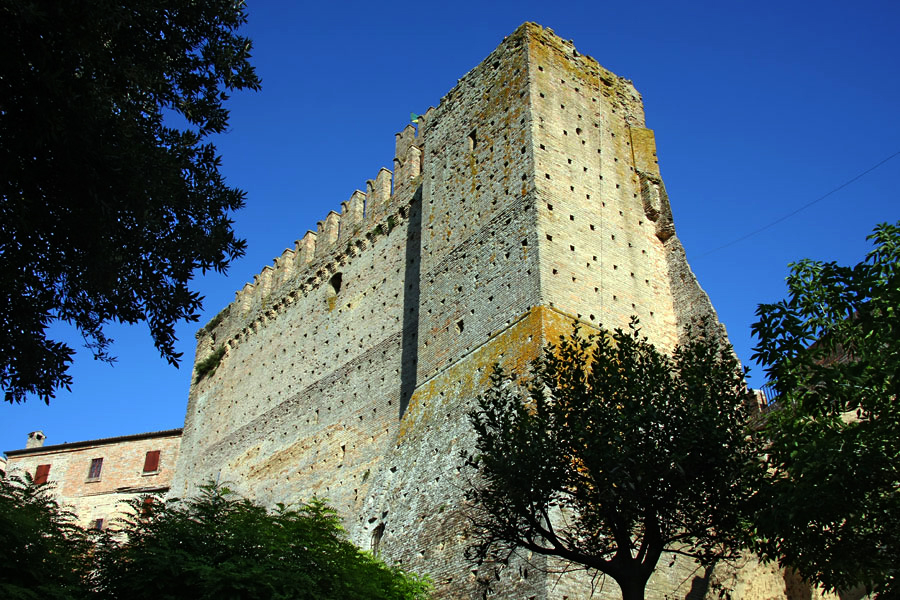
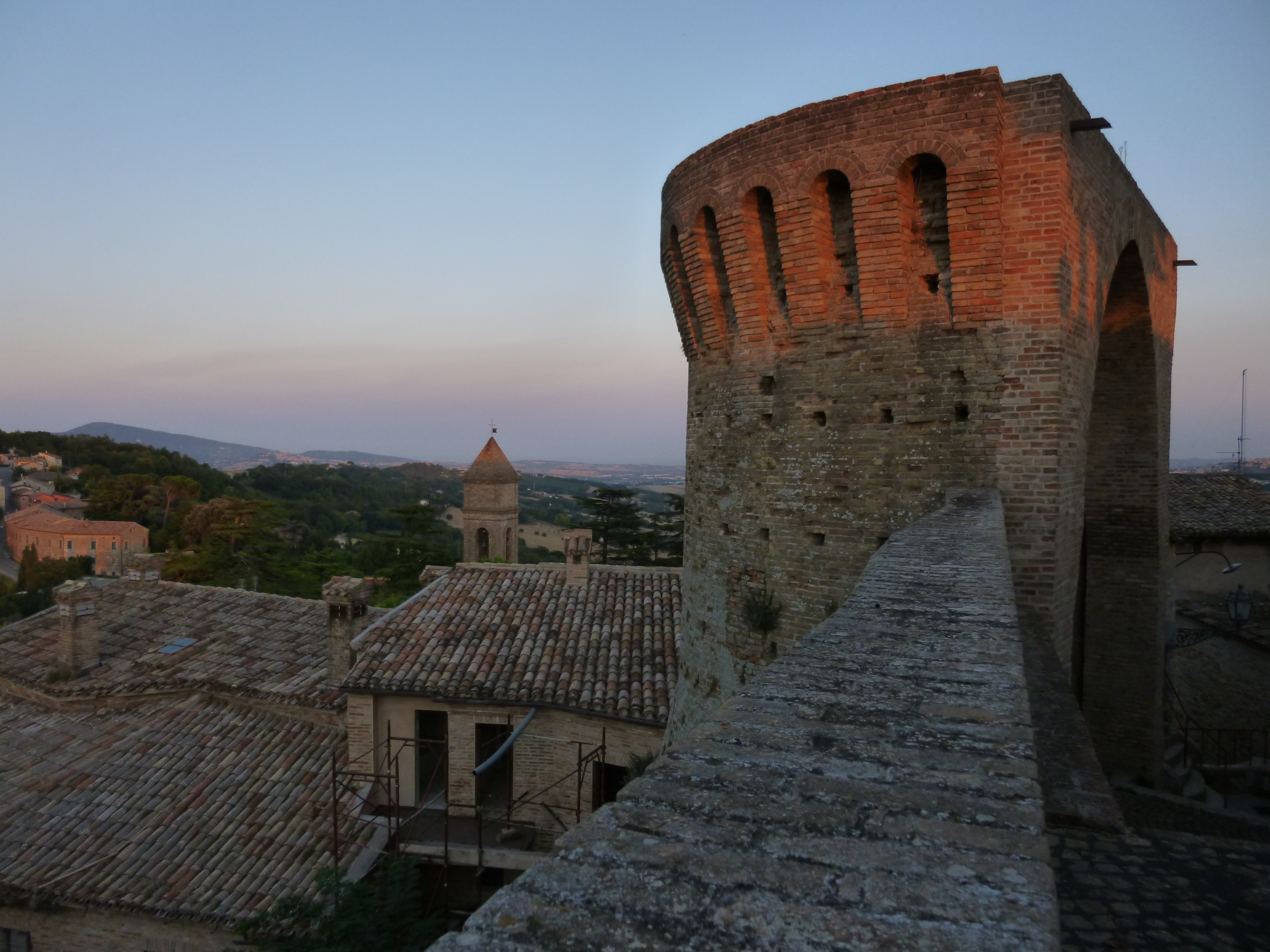
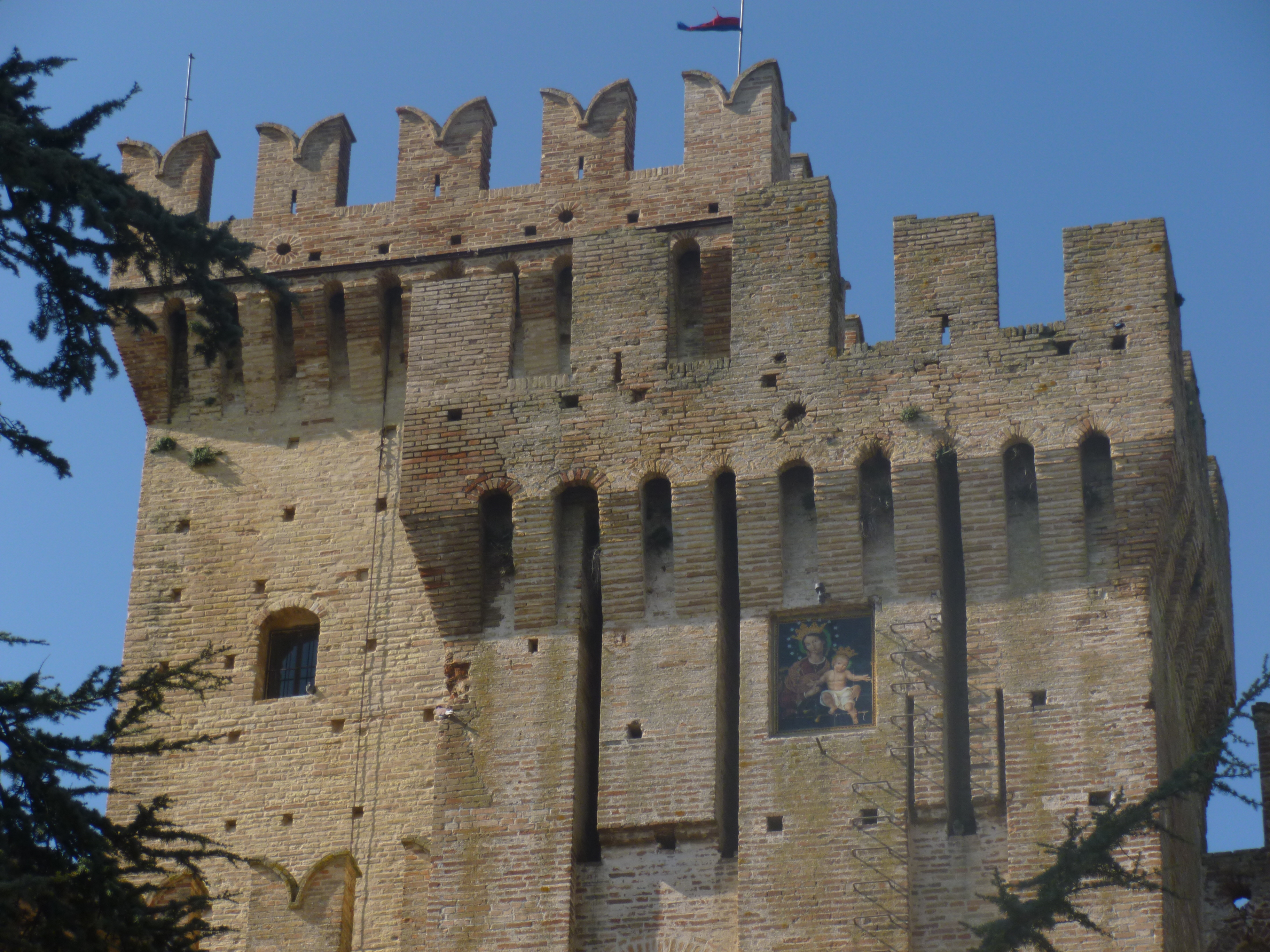
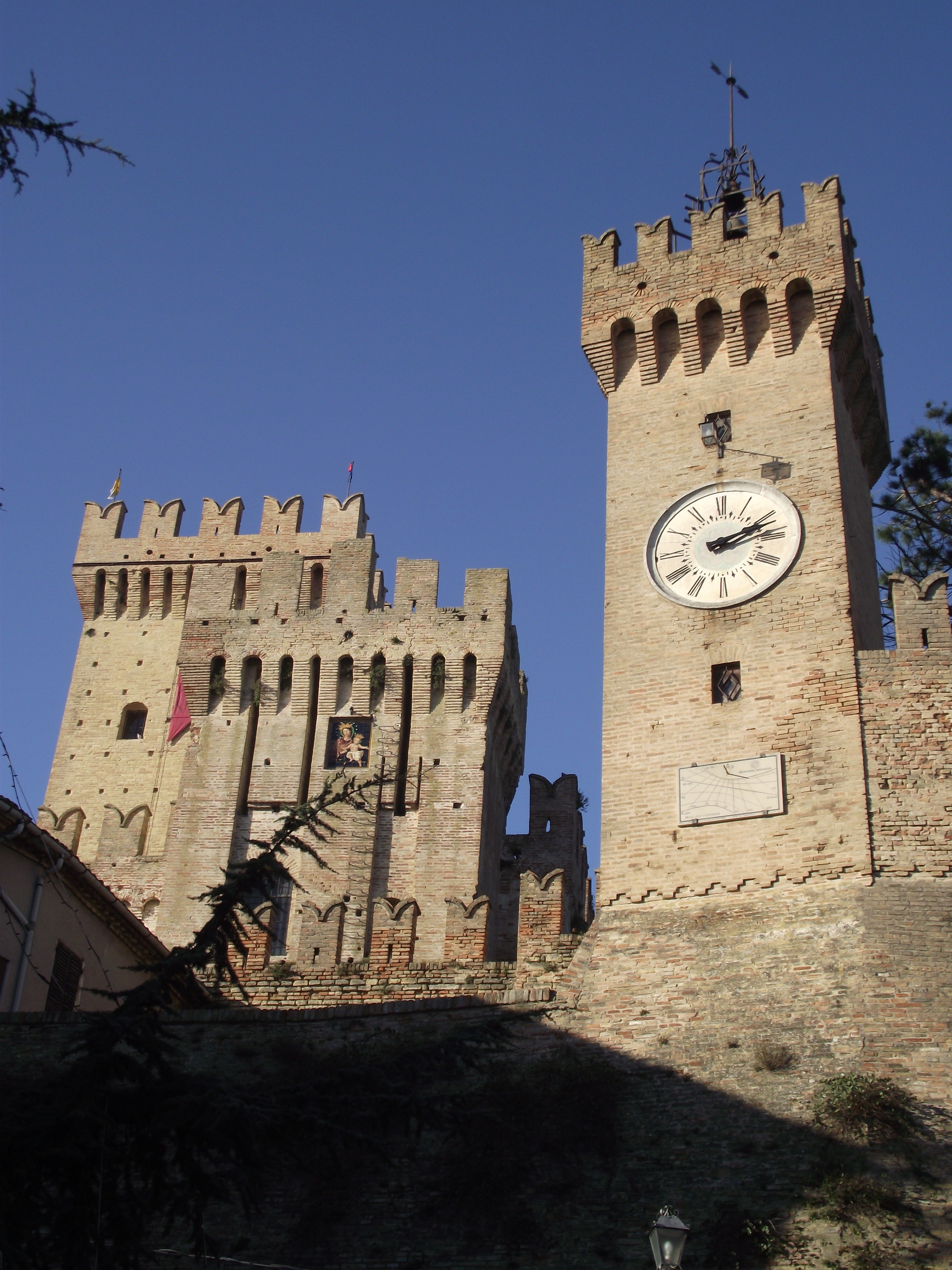